# Andreea Târșoagă
Andreea Rebeca Târșoagă (n. 27 octombrie 2001, în Târgu Mureș) este o handbalistă română care joacă pentru clubul Gloria Bistrița pe postul de intermediar stânga. Târșoagă este și componentă a echipelor naționale de junioare și tineret ale României. Handbalista a făcut parte din echipa de junioare a României care s-a clasat pe locul al șaptelea la Campionatul European din 2017.
În noiembrie 2017, după 11 etape, Andreea Târșoagă a înscris pentru echipa târgu-mureșeană golul cu numărul 100 în Divizia A.

## Palmares
Echipa națională
- FOTE:
  -  Medalie de argint: 2017[7]

- Trofeul Carpați pentru junioare:
  - Medalie de argint: 2017[8]